# Aurora Place
Aurora Place (chiamato ufficialmente RBS Tower) è una torre utilizzata per ospitare uffici e residenze progettata dall'architetto italiano Renzo Piano situato in Macquarie Street a Sydney, in Australia.

## Descrizione
L'edificio, strutturato in 41 piani, è alto 218 metri nella parte superiore della guglia e 188 metri sul tetto.
L'edificio ha una forma geometrica insolita. La facciata est sporge leggermente dalla sua base, raggiungendo la sua massima larghezza ai piani superiori. La forma curva e contorta della facciata est riprende elementi simili alla Teatro dell'Opera di Sydney. La guglia d'acciaio attaccata alla facciata nord è alta 75 metri.